# Питер Артсен
Питер Артсен (хол. Pieter Aertsen; 1507. – 1573), називан и „дугачки Питер“ због своје висине, је холадски историјски сликар. Рођен је и умро у Амстердаму.
Као млад, налазио је себе у сликању уобичајних сцена. У том добу репродуковао је прибор за спремање хране, намештај, и разних предмета најразличитијих намена. Касније у животу, почео је да документује историјске сцене.
Његови најбољи радови одухватају и неке разне олтаре које је сликао у разним црквама, данас су уништене у осмогодишњем религиозном рату у Холандији.
Сјајан пример његовог стила носи слика „Христово распеће“. Чак тројица његових синова наследила су га у сликарском послу и постали сликари.